# جامعة الحسن الأول
جامعة الحسن الأول هي جامعة مغربية بمدينة سطات مندمجة بشكل جيد في منطقتها ومنفتحة على العالم. تضم 49336، 573 أستاذ جامعي و 263 موظف إداري وتقني.
تم إنشاؤها سنة 1997، تتكون من أربع كليات وثلاث مدارس عليا و معهدين موزعون على مدن سطات وبرشيد.
- كلية العلوم و التقنيات
- كلية العلوم القانونية و السياسية
- كلية الاقتصاد و التدبير
- كلية اللغات و الفنون و العلوم الإنسانية
- المدرسة الوطنية للتجارة و التسيير
- المدرسة الوطنية للعلوم التطبيقية
- المدرية العليا للتربية و التكوين
- معهد علوم الرياضة
- المعهد العالي لعلوم الصحة

تضم جامعة الحسن الأول مجموعة متنوعة من التخصصات و مركز دراسات الدكتوراه الذي يضم ثلاثة مراكز لدراسات الدكتوراه و 28 هيكل البحث بالشراكة مع منظمات وطنية ودولية شهيرة في هذا المجال. 
اثبثت جامعة الحسن الاول مكانتها إلى جانب الجامعات المغربية الكبرى وهذا بفضل فعاليتها المستمرة و جودة التكوين الذي تقترحه، طرق التدريس المبتكرة، دعم التدريب البحثي، وتعزيز نتائج البحث العلمي.

## وصلات خارجية
- بوابة جامعة الحسن الأول